# Leszno Górne
Leszno Górne (prononciation : [ˈlɛʂnɔ ˈɡurnɛ]) est un village polonais de la gmina de Szprotawa dans le powiat de Żagań de la voïvodie de Lubusz dans l'ouest de la Pologne.
Il se situe à environ 14 kilomètres au sud-est de Szprotawa (siège de la gmina), 27 kilomètres au sud-est de Żagań (siège de le powiat) et 54 kilomètres au sud de Zielona Góra (siège de la diétine régionale).
Le village comptait approximativement une population de 1 600 habitants en 2006.

## Histoire
Le nom allemand du village était Ober Leschen.
Après la Seconde Guerre mondiale, avec les conséquences de la Conférence de Potsdam et la mise en œuvre de la ligne Oder-Neisse, le village est intégré à la République populaire de Pologne. La population d'origine allemande est expulsée et remplacée par des polonais.
De 1975 à 1998, le village appartenait administrativement à la voïvodie de Zielona Góra.

Depuis 1999, il appartient administrativement à la voïvodie de Lubusz.